# 효고 현립 고고박물관
효고 현립 고고박물관(일본어: 兵庫県立考古博物館,ひょうごけんりつこうこはくぶつかん)은 일본 효고현 가코군 하리마정에 위치한 고고학 박물관이다.
주변에는 국가사적으로 지정되어 있는 오나카 유적을 정비한 오나카 유적공원이 있다.